# Raf Simons
Raf Jan Simons (Neerpelt, 12 gennaio 1967) è uno stilista belga, co-direttore creativo di Prada in collaborazione con Miuccia Prada.
A partire dal 1995, Simons ha lanciato il suo marchio di abbigliamento maschile. È stato direttore creativo di Jil Sander, Christian Dior (2012-2015) e Calvin Klein (2016-2018).

## Biografia
Raf Simons è nato nel gennaio 1967 a Neerpelt, in Belgio, da Jacques Simons, un guardiano notturno, e Alda Beckers, una donna delle pulizie.
Simons si è laureato in Industrial Design e Furniture Design presso la LUCA School of Arts di Genk nel 1991. Durante questo periodo, Simons si riunì al caffè di Anversa Witzli-Poetzli con artisti del calibro di Olivier Rizzo, Willy Vanderperre, David Vandewal e l'allora fidanzata Veronique Branquinho per discutere di moda, in particolare di Helmut Lang e Martin Margiela.
Ha iniziato a lavorare come designer di mobili per varie gallerie, dopo aver precedentemente svolto un tirocinio presso lo studio di design di Walter Van Beirendonck tra il 1991 e il 1993.
Van Beirendonck lo portò alla settimana della moda di Parigi e fu allora che Simons vide per la prima volta una sfilata di moda – la sfilata tutta bianca di Martin Margiela nel 1991 – che ispirò Simons a dedicarsi al fashion design.